# Larry Bagby
Lawrence Bagby III, mer känd som Larry Bagby, född 7 mars 1974 i Marysville, Kalifornien, är en amerikansk skådespelare och musiker. Han är mest känd för sina roller som Ernie "Ice" i Disneyfilmen Hocus Pocus, Larry Blaisdell i Buffy och vampyrerna, Shirley "Hickey" Kendrick i Saints and Soldiers, Marshall Grant i Walk the Line och Frank Ellis i The Young and the Restless.